# باربارا وایسوچانگسکا
باربارا وایسوچانگسکا (انگلیسی: Barbara Wysoczańska؛ زادهٔ ۱۲ اوت ۱۹۴۹) ورزشکار شمشیربازی اهل لهستان است.
وی در مسابقات کشوری و بین‌المللی در مجموع برندهٔ ۱ مدال برنز شده‌است.